# Piñeres
Piñeres ist eines von 18 (Parroquias) der Gemeinde Aller, der autonomen Gemeinschaft Asturien in Spanien.

## Geographie
Der Ort hat 785 Einwohner (2011) und eine Grundfläche von 16,10 km². Er liegt auf 929 msnm. Er umfasst die

## Dörfer und Weiler
Las Barrosas, Bello, La Biesca, El Cabanon, Cambrosio, La Cantera, Carrocera, Casares, La Casillina, Castandiello, Castiello, Corigos, La Cortina, Cubrenes, El Escobio, Fresnaza, El Lagar, Llameres, Longalendo, Misiegos, Murias, El Palacio, El Pandiello, Perea, Pinedo, La Provía, El Pueblu, Rucastiello, La Roza, San Antonio, La Sierra, Las Tercias, Valdediós, Vegalatorre, Veguellina, La Venta und Villar.

## Klima
Angenehm milde aber feuchte Sommer mit ebenfalls milden, aber auch strengen Wintern.

## Feste
- Am letzten Wochenende im August das Fest des Hl. Antonius von Padua (San Antonio)